# Køge Huskors
Køge Huskors er betegnelsen for en langvarig hekseproces i Køge i begyndelsen af 1600-tallet.

## Forløb
I 1612 anklagede den velhavende købmand Hans Bartskær (Hans Kræmmer) Johanne Thomes i Bygårdsstræde i Køge for at have sendt djævelen ind i hans hus, der lå på hjørnet af Torvet og Nørregade i Køge. På hjørnehusets façade ud mod Nørregade hænger der en lille mindetavle, med påskriften: "Her huserede Kjøge Huskors 1608-15".  Det var dog ikke i den nuværende bygning, spøgeriet fandt sted. Sagen vakte så megen opmærksomhed, at den katolske kirke fik udarbejdet en rapport om fænomenet, der stadig befinder sig i Vatikanets arkiver. 
Inden sagen var omme, var mellem 15 og 20 kvinder dømt til bålet i denne hekseproces, der blev kendt under navnet Køge Huskors.
Da sagen blev bragt ind for rådstueretten, havde djævelen allerede huseret i købmandsgården i fire år, som det kan læses i Anne Hans Bartskærs egen beretning, der dog første gang blev udgivet af rektor ved Herlufsholm, Hans Brunsmand, i 1674. I sit skrift omtalte Anne fænomenet som det kors, som hendes hus måtte bære – deraf navnet "Køge Huskors". 
Anne var i 1599 blevet gift med Hans Bartskær. I 1608, da hjemsøgelserne begyndte, boede de i købmandsgården ved Torvet sammen med deres fire børn (to sønner og to døtre) og den tolvårige plejesøn Jacob,  samt Hans Bartskærs moder Anna. Desuden nævnes i Annes beretning også tre tjenestepiger, medens de karle og svende, der også må have hørt til husholdningen, ikke omtales nærmere.
En nat, mens Anne og Hans lå i deres seng, hørte de lyde som en hønes klukken, men da de vendte sengehalmen, fandt de intet.
| Citat | Det første vi fornumme det onde i vort hus, var en nat, som min salig husbonde Hans Barskiær oc jeg laa i vor seng, da kom der under voris hovet, som en høne, der klukker sine kyllinger tilsammen... Somme sagde, det skulle være en hugorm. Saa toge vi lange stenger oc kasted halmen op i sengen, men vi fornumme intet. | Citat |
|       | |       |

Senere så Anne i gården en skrækkelig skrubtudse på høje ben "som en høne", og husets yngste datter blev kastet rundt i sin seng om aftenen, så hun endte med at være syg i mere end et halvt år. Den otteårige datter ville ikke ligge i sin seng mere, da en stor, sort mand kom på besøg om aftenen. Den tolvårige Jacob blev bange for at sove på loftet, men straks da han var lagt til ro i kammeret, vækkede han Anne med frygtelige skrig og kramper. Sengen begyndte at ryste, og Jacob måtte holdes fast af flere voksne. Fra den aften fik ingen mere fred i huset. Jacob blev kastet rundt i sin seng under krampeanfald, og ved flere lejligheder skal han have svævet op i luften med sådan kraft, at fire-fem voksne mænd ikke kunne trække ham ned igen. Han skal også have svævet sovende rundt og vågnet på hanebjælker og lignende steder, som han måtte hjælpes ned fra. Hans plejemor forsøgte at udspørge ham, men fik ikke andet svar end at det var Satan selv, der plagede ham. Han blev ved flere lejligheder sendt andre steder hen, men fænomenerne fulgte med, samtidig som de fortsatte i huset, dog i mindre format.
Gården blev hjemsøgt igen og igen, og djævelen blev set i mange skikkelser.
I 1611 blev Johanne Thomes i Byesgård overfaldet med skældsord af Anne Hans Bartskærs. Johanne havde åbenbart tidligere været nævnt i forbindelse med trolddom. Johannes mand sagsøgte Hans Kræmmer, uden at der skete videre.
Hjemsøgelserne fortsatte imidlertid, og nu lå den onde selv i form af en kornsæk på Hans Bartskærs ryg hver dag fra klokken 11 til klokken to. Den otteårige søn blev meget syg.
Det hele varede ved i næsten syv år, til omkring Jacobs nittenårsdag. Han var en ensom dreng, som slægtningene havde taget til sig, og han kan have fabrikeret en del af hændelserne som en måde at få opmærksomhed på, hvad han ellers ikke var forvænt med. 

## Retssagen
I 1612 indklagede Hans Bartskær så Johanne Thomes for rådstueretten for trolddom. Retsprotokollerne for perioden er gået tabt, så sagerne kendes kun delvis fra afskrifter.
Den 8. juni startede rådstuerettens møder, og byens borgere fortalte én efter én om ulykker, der var indtruffet efter ordvekslinger med Johanne. En af de ting, der fremhævedes under adskillige retsmøder, var, at Johanne intet spiste, fra hun blev sat i fangehullet i maj, og til hun blev dømt den 24. august.
Imidlertid var det dengang sædvane, at den anklagedes underhold i fængslet betaltes af anklageren.
"Da æder hun intet af Hans Kræmmers mad, om hun end sad i et halvt hundrede år. Men dersom jeg eller hendes børn måtte give hende af vores egen mad, da skulle hun vel æde straks".
Man fik indtryk af en stejl og stædig kvinde, der vanskeligt kunne knækkes af hekseprocessen. På det andet retsmøde var hun imidlertid faldet på knæ for Hans Bartskær og havde bedt ham tilgive sig, men først på det sidste retsmøde indrømmede hun at have begået trolddom, og hun udpegede fire kvinder som sine medskyldige. Der er ingen oplysninger om, hvordan hun forøvede trolddom eller omgikkes med djævelen, emner der ellers ofte beskrives detaljeret i forbindelse med hekseprocesser.
Vidner har beskrevet Johanne som en rapkæftet og ilter kvinde, hvis temperament måske var hovedårsagen til, at hun blev dømt til bålet.

## Dommene
Efter nogle få retsmøder gik en af de udpegede, Mette Banghors, til bekendelse og berettede, hvordan Johanne og hun havde manet djævelen op af Johannes brønd i form af en rotte. Hun blev efter yderligere forhør dømt til bålet.
Johanne havde angiveligt lokket sin lamme tjenestepige til at tisse i kirkens døbefont med løfte om, at hun ville blive kureret. Hun blev for denne besudling af døbefonten dømt og brændt, allerede inden sagen mod Mette Banghors var afsluttet.
Den fjerde heks, som Johanne havde udpeget, Woldborg Bødkers, var det lykkedes at flygte fra byen, men sagen mod hende fortsatte i 1613.
Man kender også lidt til sagen mod Annike Kristoffersdatter, der udpegede 5 hekse, inden hun blev brændt. Man ved, at i hvert fald yderligere 7 kvinder blev brændt i perioden 1613 til 1615. To lykkedes det at undgå bålet, den ene døde i fængslet (angiveligt for egen hånd) efter 24 ugers forhør, og den anden druknede sig i en brønd, da hun hørte om anklagen.

## Efterspil
I 1911 opsattes en mindetavle for Køge huskors på hjørnet af Nørregade og Torvet 2: "Her huserede Kjøge Huskors 1608-1615".
Johan Ludvig Heiberg skrev vaudevillen Kjøge Huuskors, der havde premiere på Det Kongelige Teater 28.november 1831. 
Ved fejringen af Køges købstadsjubilæum i 1988 opførte amatørskuespillere Satans store port med udgangspunkt i historien om Køge Huskors. Stykket var skrevet, komponeret og instrueret af Michael Ramløse og Lars Nielsen. 
Den oprindelige fortælling om Køge Huskors, der blev skrevet af præsten Johan Brunsmand (1637-1707) og udgivet i 1674, blev genudgivet i 1953 i serien Danmarks Folkeminder.
Brunsmand havde udgivet Køge Huskors som en advarsel mod trolddom, og for at vise borgerne de virkelige årsager til mangen sygdom og ulykke. Bogen bidrog derved til at vedligeholde forestillingerne om hekseri, og give Køge en fremtrædende plads i disse forestillinger. Dette stødte sammen med den frembrydende rationalisme, som manede til besindighed og fornuftstænkning, og Brunsmand måtte se sit arbejde omtalt som ren fantasi. Han skrev som tilsvar i 1700:
"Mand nyder icke lenger Fred, end ens Nabo vil, pleyer mand at sige, og mand kan fast intet giøre, ihvad Flid og Troskab mand der paa anvender, at jo nogen vil hacke der paa og det ilde annamme og udtolcke. Hvilcket jeg og har fornummen i den Sag, det Skrift, Kiøge Huus-Kaars angaaende, som jeg for meere end en snees Aars Tid siden, med ald Redelighed og Troskab, til Trycken lod udgaa, og vende ald den Flid der paa, som jeg vidste der paa anvendis burde. Og maa dog siden fornemme, at samme Skrift, er af adskillige heel ilde optagen: I det nogle har villet uddrage vrange Paafølger der af, og til deris egen og andris værste, i en anden Meening det udtolcke, end som det skrefvet var. Andre tvert imod, har villet det aldelis undertrycke, og det ilde paatale i værste Maade..." 